# Philanthini
Tribu
Les Philanthini sont une tribu d'insectes hyménoptères de la famille des crabronidés. Elle comprend les sous-tribus suivantes :
- Philanthina
- Philanthinina